# Wir sind am Leben
Wir sind am Leben ist das zwölfte Studioalbum des Berliner Popduos Rosenstolz, das am 23. September 2011 veröffentlicht wurde.

## Hintergrund
Das Album erschien zum 20-jährigen Jubiläum der Band als Comebackalbum nach fast dreijähriger Pause, nachdem Plate 2009 am Burnout-Syndrom erkrankt war. Es enthält elf Titel, darunter das Titellied Wir sind am Leben.
Der Titel des Albums sowie der Single Wir sind am Leben entstand laut Plate erst, nachdem das Lied fertig war: „Der Song entstand vorher. Sozusagen war es nur dann am Ende, als wir dann nach einem Albumtitel suchten, und dachten, das ist schon sehr passend.“ Das Lied sei „vollgepackt“ mit „Fragen an das Leben“ und so sei die Antwort von Rosenstolz: „Solange du am Leben bist und lieben kannst und solange dein Herz Feuer fängt, ist eigentlich alles in Ordnung.“
Das zwölfte Studioalbum wurde zwischen Februar 2009 und Juli 2011 in London, Barcelona und Berlin aufgenommen. Viele der Lieder des Albums beschäftigen sich mit dem Kampf Plates gegen den Burnout, unter anderem der von ihm gesungene Titel Mein Leben im Aschenbecher und E.n.e.r.g.i.e. Andere wie der Titel Lied der Vergessenen handelt von Plates Trennung von seinem Lebenspartner Ulf Leo Sommer. Die Bläsersätze im Lied Überdosis Glück stammen von der Berliner Band Seeed, die ihr Studio in Kreuzberg gleich gegenüber vom Rosenstolz-Büro hat. Beim Lied E.n.e.r.g.i.e. werden Rosenstolz vom Knabenchor Berlin begleitet, und beim letzten Titel Beautiful gastiert der New Yorker Sänger Scott Matthew, mit dem Plate befreundet ist. Das Lied wurde zunächst von Ulf Leo Sommer und Daniel Faust geschrieben, jedoch fehlte noch etwas Positives und so sang Matthew nach einem Konzert in Berlin die Zeile „make it beautiful now“ erneut ein, die Matthews Lied German entnommen sind.

## Titelliste
| #   | Titel                      | Songschreiber                                            | Produzent                                 | Länge |
| --- | -------------------------- | -------------------------------------------------------- | ----------------------------------------- | ----- |
| 1.  | Wir sind am Leben          | Peter Plate, Ulf Leo Sommer                              | Peter Plate, Ulf Leo Sommer, Daniel Faust | 4:51  |
| 2.  | Überdosis Glück            | Peter Plate, Ulf Leo Sommer                              | Peter Plate, Ulf Leo Sommer, Daniel Faust | 3:53  |
| 3.  | Lied von den Vergessenen   | Peter Plate, Ulf Leo Sommer                              | Peter Plate, Ulf Leo Sommer, Daniel Faust | 4:07  |
| 4.  | Sprachlos                  | Peter Plate, Ulf Leo Sommer                              | Peter Plate, Ulf Leo Sommer, Daniel Faust | 4:04  |
| 5.  | Mein Leben im Aschenbecher | Peter Plate                                              | Peter Plate, Ulf Leo Sommer, Daniel Faust | 3:57  |
| 6.  | Marilyn                    | Peter Plate                                              | Peter Plate, Ulf Leo Sommer, Daniel Faust | 4:40  |
| 7.  | Wir küssen Amok            | Peter Plate                                              | Peter Plate, Ulf Leo Sommer, Daniel Faust | 3:44  |
| 8.  | E.n.e.r.g.i.e.             | Peter Plate                                              | Peter Plate, Ulf Leo Sommer, Daniel Faust | 4:07  |
| 9.  | Flugzeug                   | Peter Plate, Ulf Leo Sommer                              | Peter Plate, Ulf Leo Sommer, Daniel Faust | 3:54  |
| 10. | Irgendwo in Berlin         | Peter Plate, Ulf Leo Sommer                              | Peter Plate, Ulf Leo Sommer, Daniel Faust | 4:48  |
| 11. | Beautiful                  | Peter Plate, Ulf Leo Sommer, Daniel Faust, Scott Matthew | Peter Plate, Ulf Leo Sommer, Daniel Faust | 6:09  |

### Bonusmaterial
Am 23. September 2011 erscheinen zwei Bonuseditionen des Albums; die Deluxe-Edition und die Super-Deluxe-Edition.

#### Deluxe-Edition (mit DVD)
| #  | Titel                               | Anmerkung | Länge |
| -- | ----------------------------------- | --- | ----- |
| 1. | Irgendwo in Berlin – Das Musical    | Musicalfilm mit Irgendwo in Berlin, Überdosis Glück, Marilyn, Mein Leben im Aschenbecher, Lied von den Vergessenen und Wir sind am Leben | 40:00 |
| 2. | Album Making Of                     | Blicke hinter die Kulissen, Entstehung des Albums, Einblicke in die Studioarbeit                                                         | 20:00 |
| 3. | Wir sind am Leben – Das Video       | Das Video zu Wir sind am Leben | 4:45  |
| 4. | Wir sind am Leben – Video Making Of | Einblicke am Set und in den Videodreh | 3:38  |
| 5. | Wir sind am Leben – Trailer 1       | 1. Trailer zum Video | 1:05  |
| 6. | Wir sind am Leben – Trailer 2       | 2. Trailer zum Video | 1:02  |

#### Super-Deluxe-Edition (mit DVD, 2 Bonus-CDs und Kassette)
Diese Edition enthält neben den Bonus-CDs, der Bonus-DVD und der Kassette einen von Hand nummerierten und signierten Leinwanddruck mit den Maßen 50 × 50 cm.

##### DVD
| #  | Titel                               | Anmerkung | Länge |
| -- | ----------------------------------- | --- | ----- |
| 1. | Irgendwo in Berlin – Das Musical    | Musicalfilm mit Irgendwo in Berlin, Überdosis Glück, Marilyn, Mein Leben im Aschenbecher, Lied von den Vergessenen und Wir sind am Leben | 40:00 |
| 2. | Album Making Of                     | Blicke hinter die Kulissen, Entstehung des Albums, Einblicke in die Studioarbeit                                                         | 20:00 |
| 3. | Wir sind am Leben – Das Video       | Das Video zu Wir sind am Leben | 4:45  |
| 4. | Wir sind am Leben – Video Making Of | Einblicke am Set und in den Videodreh | 3:38  |
| 5. | Wir sind am Leben – Trailer 1       | 1. Trailer zum Video | 1:05  |
| 6. | Wir sind am Leben – Trailer 2       | 2. Trailer zum Video | 1:02  |

##### Bonus-CD 1 (Demos ausWir sind am Leben)
| #  | Titel                                            | Länge |
| -- | ------------------------------------------------ | ----- |
| 1. | Marilyn (Demo)                                   | 4:30  |
| 2. | Lied von den Vergessenen (Demo)                  | 3:55  |
| 3. | Was willst du sagen (Demo von Wir sind am Leben) | 4:39  |
| 4. | Electric rain (Demo von Wir küssen Amok)         | 3:29  |
| 5. | Aeronautics (Demo von Flugzeug)                  | 3:46  |

##### Kassette und Bonus-CD 2
Die Kassette wurde erstmals 1991 veröffentlicht und liegt hier als Replik vor. AnNa R. und Peter Plate nahmen sie mit einem 4-Spur-Tonbandgerät in Plates damaliger Küche auf. Die Bonus-CD 2 stellt die Digitalisierung dieser Kassette dar und enthält daher auch die gleichen Stücke.
| #   | Titel                    | Länge |
| --- | ------------------------ | ----- |
| 1.  | Ich geh jetzt aus        | 3:19  |
| 2.  | Zauberstern              | 2:15  |
| 3.  | AnNa Galaktika           | 2:51  |
| 4.  | Wunderwelt               | 2:16  |
| 5.  | Illusion                 | 3:48  |
| 6.  | Frühling                 | 2:14  |
| 7.  | Bunte Herzen             | 2:34  |
| 8.  | Schlampenfieber          | 2:25  |
| 9.  | Ödenreich                | 2:32  |
| 10. | Durchgedreht             | 2:44  |
| 11. | Niemals, niemals mit dir | 2:49  |
| 12. | Komm zurück              | 3:12  |
| 13. | Dann & wann              | 3:11  |

## Rezension
Christian Scheuß schreibt im schwul-lesbischen Magazin auf queer.de: Rosenstolz haben sich nicht neu erfunden. Sie machen da weiter, wo sie aufgehört haben. Mit den bewährten Mitteln: Vieldeutige Texte, wie sie Tomte nicht besser hinkriegt, eingängig bunte Melodien mit ein bisschen Pomp und Pathos hier und da.

## Kommerzieller Erfolg

### Chartplatzierungen

#### Album
| ChartsChartplatzierungen | Höchstplatzierung | Wochen |
| ------------------------ | ----------------- | ------ |
| Deutschland (GfK)        | 1 (30 Wo.)        | 30     |
| Österreich (Ö3)          | 1 (21 Wo.)        | 21     |
| Schweiz (IFPI)           | 3 (10 Wo.)        | 10     |

| ChartsJahrescharts (2011) | Platzierung |
| ------------------------- | ----------- |
| Deutschland (GfK)         | 6           |
| Österreich (Ö3)           | 34          |
| Schweiz (IFPI)            | 93          |

#### Singles
| Jahr | Titel Album                                                 | Höchstplatzierung, Gesamtwochen, AuszeichnungChartplatzierungen (Jahr, Titel, Album, Platzierungen, Wochen, Auszeichnungen, Anmerkungen) | Höchstplatzierung, Gesamtwochen, AuszeichnungChartplatzierungen (Jahr, Titel, Album, Platzierungen, Wochen, Auszeichnungen, Anmerkungen) | Höchstplatzierung, Gesamtwochen, AuszeichnungChartplatzierungen (Jahr, Titel, Album, Platzierungen, Wochen, Auszeichnungen, Anmerkungen) | Anmerkungen                             |
| Jahr | Titel Album                                                 | DE | AT | CH | Anmerkungen                             |
| ---- | ----------------------------------------------------------- | --- | --- | --- | --------------------------------------- |
| 2011 | Wir sind am Leben                                           | DE3 (23 Wo.)DE | AT17 (17 Wo.)AT | CH35 (6 Wo.)CH | Erstveröffentlichung: 9. September 2011 |
| 2012 | Lied von den Vergessenen / Wie lang kann ein Mensch tanzen? | DE27 (4 Wo.)DE | — | — | Erstveröffentlichung: 10. Februar 2012  |

### Auszeichnungen für Musikverkäufe
| Land/Region        | Auszeichnungen für Musikverkäufe (Land/Region, Auszeichnung, Verkäufe) | Verkäufe |
| ------------------ | ---------------------------------------------------------------------- | -------- |
| Deutschland (BVMI) | 3× Gold                                                                | 300.000  |
| Österreich (IFPI)  | Gold                                                                   | 10.000   |
| Insgesamt          | 2× Gold · 1× Platin ·                                                  | 310.000  |